# Змајев плес
Змајев плес је облик традиционалног плеса и извођења у кинеској култури. Попут плеса лава, најчешће се виђа на свечаним прославама. Плес изводи тим искусних плесача који манипулишу дугом савитљивом фигуром змаја помоћу мотки постављених у правилним интервалима дуж дужине змаја. Плесни тим симулира замишљена кретања овог речног духа на вијугав, таласаст начин.
Змајев плес се често изводи током кинеске нове године. Кинески змајеви су симбол кинеске културе и верује се да људима доносе срећу, стога, што је змај дуже у плесу, то ће више среће донети заједници. Верује се да змајеви поседују особине које укључују велику моћ, достојанство, плодност, мудрост и срећу. Појава змаја је истовремено застрашујућа и смела, али има доброћудну нарав и била је амблем који представља царску власт. Покрети у представи традиционално симболизују историјске улоге змајева који демонстрирају моћ и достојанство.

## Историја
Током династије Хан, различити облици змајевог плеса описани су у древним текстовима. Плес кише који се изводи у време суше може укључивати употребу фигура змаја јер је кинески змај био повезан са кишом у древној Кини, на пример змај Јинглонг се сматрао кишним божанством, а Шенлонг је имао моћ да одреди колико ветра и кише да донесе. Према тексту династије Хан, Раскошна роса пролећних и јесењих анала, аутора Донг Чонгшуа, као део ритуала за привлачење кише, направљене су глинене фигуре змајева, а деца или одрасли су тада могли да изведу плес. Број змајева, њихова дужина и боја, као и извођачи могу се разликовати у зависности од доба године. Остали плесови који укључују змајеве могу се наћи у популарном облику забаве током династије Хан, baixi (百戲) циркуса, где су извођачи који се називају (象人) одевени у разна створења попут звери, риба и змајева. У свом Лирском есеју о западној престоници (西京賦) Џанг Хенг је забележио разне перформансе, попут извођача који су се облачили као зелени змај који свира флауту и рибе-змаја где се риба трансформисала у змаја. Верзија плеса риба-змај названа „риба-змај се протеже“ (魚龍曼延) изведена је и на ханском двору за забаву страних гостију - у овом плесу митска звер Шенли (舍利之獸) претвара се у рибу лист, а затим у змаја. Ови древни плесови, међутим, својим описима не подсећају на модерни Змајев плес, а прикази змајевог плеса на гравурама камених рељефа из династије Хан сугеришу да су коришћени реквизити гломазни, за разлику од модерних Змајевих плесова где извођачи манипулишу лаким змајевима.
Змајеви плесови династије Хан такође се помињу у династији Танг и Сунг. Фигуре сличне змајевим лампионима (龍燈) коришћене током Фестивала лампиона описане су у делу Снови сјаја источне престонице из династије Сунг, где су фигуре змаја израђене од траве и платна и унутар којих се могу сместити бројне свеће. Такве змајеве лампионе извођачи такође могу да носе и парадирају на улици током фестивала лампиона ноћу. Широк спектар змајевих плесова развио се у разним регионима у Кини, на пример, Фангуа змај (奉化布龙) из Џеђанга направљен је од бамбусовог оквира и прекривен платном, наводно из 1200-их година. Облик змајевог плеса из Тонглианг дистрикта (铜梁龙舞), који је настао као обожавање тотема змија, започео је током династије Минг и постао популаран у династији Ћинг. У модерној ери, влада Народне Републике Кине је прилагодила и промовисала разне традиционалне народне игре, што је допринело популарности садашњег облика плеса змаја који је данас распрострањен у Кини, као и у кинеским заједницама широм света.
Поред популарног облика змајевог плеса, други регионални змајеви плесови укључују један из Џанђанга, провинције Гуангдонг, при чему је тело змаја у потпуности сачињено од људског ланца од десетина до стотина извођача, а у округу Пуџијанг, провинција Џеђанг, тело змаја се формира помоћу дрвених столица. Број различитих змајевих плесова износи преко 700.
Типично, змајеви после плеса се спаљују и не чувају. Глава најстаријег преживелог змаја, који датира из 1878. године и зове се Moo Lung, сачувана је и изложена у храму Bok Kai у месту Мерисвил, у Калифорнији. Остали фрагменти змајева сличне старости чувају се у историјском музеју округа Свитвотер у Грин Риверу, Вајоминг (1893, само очи), у Музеју злата у Баларату (1897, само глава), и у музеју Златни змај у Бендигу, Аустралија (1901, најстарији потпуни змај, по имену Loong). Loong се редовно користио на ускршњој паради тог града до 1970, и од тада повремено излази из складишта да дочека новије змајеве у Бендигу.

## Структура змаја
Змај је дуго змијолико тело сачињено од већег броја делова на штаповима, са змајевском главом и репом. Змај се саставља спајањем низа обруча и причвршћивањем украсних делова главе и репа на крајевима. Традиционално, змајеви су били грађени од дрвета, са бамбусовим обручима изнутра и прекривени богатом тканином, међутим у модерно доба лакши материјали попут алуминијума и пластике заменили су дрво и тешки материјал.
Змајеви могу имати дужину од само 2 м којима управљају две особе, око 25-35 м за акробатске изведбе и до 50-70 м за веће параде и церемонијалне прославе. Величина и дужина змаја зависе од расположивог броја људи, финансијске моћи, материјала, вештина и величине терена. Мала организација не може себи приуштити да води врло дугог змаја јер јој је потребна знатна људска снага, велики трошкови и посебне вештине којима је тешко управљати.
Нормална дужина и величина тела које се препоручују змају је 34 м, подељена на 9 главних одељака. Размак између сваког мањег (ребрастог) дела је 35 цм; стога тело има 81 прстен. Многи могу имати и до 15 одељака, а неки змајеви имају чак 46 одељака. Повремено се у кинеским заједницама широм света могу саградити змајеви са много више одељака како би се произвео што дужи змај, будући да је део мита о змају да што је дуже створење, то ће донети више среће. Loong у Бендигу у Аустралији био је, у време када је направљен 1970. године, најдужи змај на свету дужине око 100 м и верује се да је најдужи редовно коришћен змај. Много дужи змајеви су створени за једнократне догађаје. Светски рекорд у најдужем змају је 5 605 м, направљен у Хонгконгу 1. октобра 2012.
Историјски се змајев плес може изводити на разне начине са различитим врстама и бојама змаја. Зелена је понекад изабрана као главна боја змаја, што симболизује богату жетву. Остале боје укључују: жуту која симболизује свечано царство, златне или сребрне боје које симболизују просперитет, црвена боја представља узбуђење, док су њене крљушти и реп углавном прелепе сребрне боје и светлуцају у сваком тренутку што пружа осећај радосне атмосфере. Како се Змајев плес не изводи сваки дан, змајево платно се скида и боји поново пре следећег наступа.

## Перформансе
Змајев плес изводи вешт тим чији је посао оживљавање непомичног тела. Тачна комбинација и правилно време померања различитих делова змаја су веома важни за успешан плес. Било какве грешке које направе неки од извођача поквариле би целу представу. Да би била веома успешна у плесу, глава Змаја мора бити у стању да се усагласи са покретима тела. Код већих змајева глава може бити тешка чак 14.4 кг. Змајев реп такође има важну улогу јер мора да буде у складу са покретима главе. Змаја често води особа која држи сферни предмет који представља бисер.
Обрасци змајевог плеса кореографисани су у складу са вештинама и искуствима која су стекли извођачи. Неки од образаца змајевог плеса су „пећина у облаку“, „вртлог“, образац Тајђићуен, „намотавање новца“, „тражење бисера“ и „змај који окружује стуб“. Покрет „змај који јури бисер“ показује да је змај непрестано у потрази за мудрошћу.
Наступање у змајевом плесном тиму укључује неколико елемената и вештина; то је нешто попут унакрсне активности, која комбинује тренинг и менталитет спортског тима са сценским приказима и осећајем трупе извођачке уметности. Основне вештине је једноставно научити, међутим за стварање компетентног извођача потребан је посвећен тренинг док покрети не постану друга природа и док се не могу постићи сложене формације - које се ослањају не само на вештину појединачног члана, већ и на концентрацију тима у целини да се креће у сарадњи.
Двоструки змајев плес, ретко виђен на западним изведбама, укључује две трупе плесача који преплићу змајеве. Још су ређи плесови са читавим низом од девет змајева, јер је девет "савршен" број. Такви плесови укључују велики број учесника из различитих организација и често су могући само под покровитељством регионалне или националне владе.

### Такмичења
Широм света су организована бројна такмичења у змајевом плесу. У такмичарским представама, међутим, постоје строга правила која регулишу спецификације тела змаја и рутину која се изводи, па су змајеви направљени за ове догађаје и оно што се углавном види у импресивним сценским емисијама направљени за брзину и окретност, које ће користити извођачки тим за максималну тежину трика. Код ових змајева глава је мања и довољно лагана да се може увијати, а мора бити тешка најмање 3 кг, делови тела су од лаганог алуминијума са трском, а већина обруча су врло танке ПВЦ цеви. Представе обично трају од 8 до 10 минута, са пратећим сетом удараљки.
У новије време, светлећи змајеви, при чему су змајеви обојени светлуцавим бојама које флуоресцирају под црним светлом, такође се користе у такмичењу.

## Изван Кине
За разлику од плеса лавова у многим азијским земљама, где постоје бројне изворне верзије плеса, плес змајева се у другим земљама налази првенствено међу прекоморским кинеским заједницама. У Јапану, змајев плес (龍踊), Ja Odori или „Змијски плес“蛇踊)  је једна од главних атракција на фестивалу Nagasaki Kunchi у Нагасакију. Плес су првобитно извели кинески становници који су се настанили у Нагасакију, јединој луци за коју се говори да је била отворена за спољну трговину у Јапану током Едо периода. Змајев плес прилагодили су и за друге локалне свечаности - плес златног змаја (金龍の舞, Kinryū no Mai) изводи се у храму Sensō-ji у Токију од 1958. Међутим, постоји облик који је јединствен за Јапан - Ороћи (велика змија или јапански змај) који се може наћи у изведби кагура.
У Вијетнаму се змајев плес може изводити током вијетнамске Нове године.
У Индонезији, змајев плес се зове liang liong.

## У књижевности
Песма Лоренса Ферлингетија "Велики кинески змај", објављена у антологији 1961. године Starting from San Francisco, инспирисана је змајевим плесом. Грегори Стивенсон каже да змај „... представља "силу и мистерију живота“, истински призор који "види духовно свуда у материјалном свету“.
Артур Рансам укључује змајеве плесове у својој књизи за децу Миси Ли (1941), делу серије Ласте и Амазонке, која је смештена у Кину 1930-их.